# 다카기 마사나리

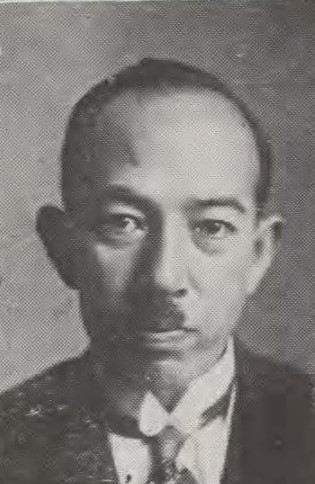
다카기 마사나리 자작

다카기 마사나리(高木正得)는 일본 제국의 곤충학자, 귀족원의원이다. 작위는 자작. 선대 자작 다카기 마사요시의 아들이자 다카히토 친왕비 유리코의 아버지이다.